# Элахе, Фарзана Дуа
Фарзана Дуа Элахе (англ. Farzana Dua Elahe) — британская актриса и музыкальный DJ, выступающая под псевдонимом Habit To Others.
Родилась в Саут-Ист Лондоне, в Англии. Получила образование в BRIT School.

## Карьера

### Актёрская
В 2009 году Элахе сыграла роль Парвин Аббаси в четырёх эпизодах мыльной оперы «Жители Ист-Энда» на канале BBC. Также она снялась в таких сериалах как, «Доктора», «Чисто английское убийство», «Шоу Омида Джалили», «Холби Сити», «Льюис» «Безмолвный свидетель» и «Убийство на пляже».
В 2008 году она сыграла Мун и Ясминку в пьесе Дэвида Эдгара «Тестируемое эхо» в рамках Out of Joint Theatre Company и в театре Tricycle Theatre. В 2009 году Фарзана Дуа сыграла роль Аиши в спектакле «Что сделала Фатима» (What Fatima Did) в Hampstead Theatre . Также она сыграла в пьесах «Пламя», «Чат», «Гражданство» и «Выгода».
В январе 2010 года Элахе Хошу Бинт Махмуд участвовала в радио-адаптации романа Тайиба Салиха «Сезон миграции на Север» на BBC Radio 3. В 2011 году она снялась во второстепенной роли в фильме Менхай Хады «Везде и нигде». В 2014 году она сыграла Махиру в экранизации романа Ричарда Ч. Мораиса «Путь длиной в сто шагов».

### Музыкальная карьера
В конце 2010 года Элахе вырвалась на клубную сцену Великобритании, дав концерты в клубах Лондона и позднее — международные концерты. Выступает диджеем под псевдонимом Habit To Others, исполняя музыку в жанрах дип-хаус, дип-техно, хаус и диско. Исполнительница вдохновлялась гэриджем, эйсид-хаусом, хардкор-техно, драм-н-бейсом и олдскул-джанглом. На данный момент она даёт концерты по всем подземным клубам Лондона.

## Фильмография

### Телевидение
| Год  | Название                      | Роль             | Примечание                                                             |
| ---- | ----------------------------- | ---------------- | ---------------------------------------------------------------------- |
| 2004 | Английские специалисты        | Шахинара         | Телефильм                                                              |
|      | Следственная группа           | Амила            | 1 эпизод                                                               |
| 2006 | Доктора                       | Камила Хассан    | 1 эпизод: «После роз»                                                  |
| 2006 | Чисто английское убийство     | Карина Рават     | 1 эпизод: «456»                                                        |
| 2007 | Без компромиссов              | Аиша             | Телефильм                                                              |
| 2007 | Шоу Омида Джалили             |                  | 2 эпизода: «#1.5», «#1.2»                                              |
| 2008 | Холби Сити                    | Узма Батт        | 1 эпизод: «Разные жизни»                                               |
| 2009 | Инспектор Льюис               | Лейла Адан       | 1 эпизод: «Аллегория любви»                                            |
| 2009 | Жители Ист-Энда               | Парвин Аббасси   | 4 эпизода: «11 июня 2009», «9 июня 2009», «8 июня 2009», «28 мая 2009» |
| 2010 | Семейное положение            | Чарли            | 1 эпизод: «Горящая резина»                                             |
| 2011 | Безмолвный свидетель          | Софи Разви       | 2 эпизода: «Блудный: Часть 1», «Блудный: Часть 2»                      |
| 2012 | BBC Janala Mojay Mojay Shekha | Раиса            | 16 эпизодов: «#2.1-#2.16»                                              |
| 2013 | Убийство на пляже             | Учительница      | 1 эпизод: «#1.1»                                                       |
| 2014 | Дым                           | Медсестра Джулия | 1 эпизод: «#1.8»                                                       |
| 2014 | Перевозчик                    | Дарья Тилисси    | 1 эпизод: «Мы возвращаемся»                                            |
| 2015 | Код убийцы                    | Таниа Пател      | 2 эпизода: «#1.1», «#1.2»                                              |
| 2015 | Библия продолжается           | Джоанна          | 6 эпизодов: «#1.7-#2.12»                                               |

### Фильмы
| Год  | Название                    | Роль            | Примечание          |
| ---- | --------------------------- | --------------- | ------------------- |
| 2005 | Игра наискосок              | Самира          | Второстепенная роль |
| 2007 | Саксон                      | Надима          | Второстепенная роль |
| 2010 | Принц Персии: Пески времени | Служанка Тамины | Второстепенная роль |
| 2011 | Везде и нигде               | Надия           | Второстепенная роль |
| 2012 | Для Зеты                    | Зета            | Короткометражка     |
| 2014 | Пряности и страсти          | Махира          | Второстепенная роль |

### Театр
| Год  | Название                           | Роль          | Место проведения                |
| ---- | ---------------------------------- | ------------- | ------------------------------- |
| 2001 | Семейные узы                       | Кэти          | The Greenwich Theatre           |
| 2002 | Свежий старт                       | Ансамбль      | The Round House                 |
| 2003 | Пыль                               | Флавия        | The Albany Theatre              |
| 2004 | До скорого!                        | Джейд         | Angelic Theatre Company         |
| 2006 | Паломничество                      | Мермер        | The Young Vic                   |
| 2006 | Гражданство                        | Керри         | Royal National Theatre          |
| 2006 | Пламя                              | Сита          | Royal National Theatre          |
| 2006 | Выгода                             | Джейд/Фатима  | Royal National Theatre          |
| 2008 | Тестирование эха                   | Муна/Жасминка | Out of Joint / Tricycle Theatre |
| 2009 | Что сделала Фатима                 | Аиша          | Hampstead Theatre               |
| 2013 | Открытый суд                       | Амина         | Royal Court Theatre             |
| 2013 | Президент ришёл посмотреть на тебя | Shorena       | Royal Court Theatre             |
| 2013 | Голуби                             | Амина         | Royal Court Theatre             |
| 2013 | Семь сестёр                        | Бека          | Royal Court Theatre             |

### Радиопостановка
| Год  | Название                     | Роль             | Радиостанция |
| ---- | ---------------------------- | ---------------- | ------------ |
| 2010 | Сезон паломничества на Север | Хоша Бинт Махмуд | BBC Radio 3  |